# Der Film von der Königin Luise
Der Film von der Königin Luise ist ein dreiteiliger deutscher Stummfilm aus den Jahren 1912/1913 von Franz Porten.

## Handlung
Im Mittelpunkt der drei jeweils 25- bis 30-minütigen Einzelfilme stehen einzelne Lebensstationen der 1810 verstorbenen preußischen Königin Luise. Geschildert werden in episodenhafter Erzählweise ihre Kindheit im Kreise der Familie (1788), ihr Weg auf den Königsthron, die schweren Jahre unter der französischen Fremdherrschaft durch die Truppen Napoleon Bonapartes (ab 1806) sowie Luises schwere Erkrankung, die zu ihrem frühen Tod führte.

## Produktionsnotizen und Hintergrund
Der Film von der Königin Luise wurde im Herbst 1912 als Dreiteiler im Mutoskop-Atelier in Berlin-Lankwitz gedreht und an drei Tagen der ersten drei Monate des Jahres 1913 uraufgeführt. Der Dreiteiler war bei seiner Erstaufführung auch für die Jugend zugelassen.
Der erste Teil Die Märtyrerin auf dem Königsthron war zwei Akte bzw. 701 Meter lang, passierte die Zensur am 9. Januar 1913 und wurde am 24. Januar 1913, anlässlich des 54. Geburtstags Kaiser Wilhelm II., uraufgeführt. Der zweite Teil Aus Preußens schwerer Zeit besaß drei Akte und startete am 21. Februar 1913. Der dritte Teil Die Königin der Schmerzen war wiederum zwei Akte lang und lief am 21. März 1913 an. Die Herstellungskosten beliefen sich auf 1100 Mark inklusive Virage.
Auf höchst kaiserlichem Befehl wurde dem Filmteam bei der Umsetzung des Stoffes von staatlicher Seite geholfen. Wie der Vorwärts in einer Beilage vom 17. Oktober 1912 zu berichten wusste, habe der Monarch „der Deutschen Mutoskop- und Biographgesellschaft zu diesen Aufnahmen die historischen Wagen mit Pferden aus dem Marstall zur Verfügung gestellt (…). Zwei Schwadronen Kavallerie und eine Kompagnie Infanterie in der historischen Tracht waren für die Kino-Aufnahme aufmarschiert. (...) Die Polizei sperrte für kurze Zeit das Brandenburger Tor ab, um die Aufnahmen durch den Wagenverkehr nicht beeinträchtigen zu lassen.“ Abschließend schimpfte das sozialdemokratische Parteiblatt: „Es wird immer schöner: Jetzt wird einer Privatgesellschaft schon die Feuerwehr und die Polizei zur Verfügung gestellt, um "patriotische Aufnahmen" zu machen.“
1922 erhielt der Film für eine Wiederaufführung, die unter dem Titel Königin Luise, 1., 2. und 3. Teil lief, eine Nachzensur. Der Film besaß jetzt eine Länge von neun Akten und war 2173 Meter lang. In der Zensurerklärung vom 8. August 1922 hieß es: „Die der historischen Wahrheit nur mangelhaft entsprechende Darstellung des Bildstreifens ist geeignet, Widerspruch in weiten Volkskreisen hervorzurufen. Das würde allerdings nicht genügen, den Bildstreifen zu verbieten. Die Darstellung des Bildstreifens aber ist darüber hinaus derart byzantinisch, dass namentliche Teile der Bevölkerung seine Vorführung als Provokation ansehen und entsprechend reagieren werden. (…) Es steht also zu erwarten, dass bei Vorführung des Bildstreifens die öffentliche Ordnung und Sicherheit gefährdet wird.“ Diese Einschätzung wurde am 9. September 1922 in einer erneuten Zensurentscheidung noch verschärft, der Film nur für bestimmte Personenkreise (wie Vereine, Verbände, geschlossene Gesellschaften etc.) zugelassen. Einer der angeführten Gründe war wohl das fragile Verhältnis zu Frankreich, das linksrheinische Gebiete besetzt hielt. In dem Entscheid heißt es: „Der Vertreter des Auswärtigen Amtes hat in dem Bild „Französische Revolutionssoldaten in der Pfalz raubend und plündernd“ (Abt. I Akt III Titel 2) eine Gefährdungen unserer Beziehung zu auswärtigen Staaten, nämlich Frankreich (…)“ gesehen.
Für die 34-jährige Theaterschauspielerin Hansi Arnstaedt war die Königin Luise der Einstand vor der Kamera. Trotz dieser Hauptrolle blieb sie anschließend der Kinoarbeit bis Einführung des Tonfilms komplett fern. Die 22-jährige Lina Salten gab hier ebenfalls ihr Filmdebüt. Sie spielte die Prinzessin Friederike.
Zahlreiche Presseorgane der Jahre 1912/13 brachten Berichte über den Film heraus, darunter Der Kinematograph, die Lichtbild-Bühne, der Berliner Börsen-Courier, Wiens Dramagraph, Der Tag, Volk und Film sowie die Münchner Neueste Nachrichten.
Der Film von der Königin Luise ist ein typisches Beispiel für den Luisenkult unter Wilhelm II., aber auch für die patriotische Themenwahl (mit antifranzösischer Note) in zahlreichen deutschen Filmen kurz vor Ausbruch des Ersten Weltkriegs. Bereits 1912 wurde ein Film über Theodor Körner mit Friedrich Feher gedreht, 1913 entstand ein in Südtirol gedrehtes Epos über Andreas Hofer unter dem Titel Tirol in Waffen, 1913 unter der Regie Fehers ein Loblied auf Major Schill unter dem Titel Das Blutgeld und im selben Jahr aus der Hand Portens ein weiterer patriotischer Film mit dem programmatischen Titel Aus Deutschlands Ruhmestagen 1870/71. Grund für diese deutsch-nationalen Aufwallungen jener Zeit waren die sich häufenden Jahrestage des Freiheitskampfes gegen Napoleon einhundert Jahre zuvor.
Curt Blachnitzky stellte 1924 unter Verwendung einiger Teile des Porten-Films den patriotischen Streifen Deutsche Helden in schwerer Zeit her, in dem auch Arnstaedt und Steinbeck auftauchen (ohne aber 1924 erneut vor der Kamera gestanden zu haben).
Heiligabend 2010 wurde Der Film von der Königin Luise auf BR-alpha erstmals im Fernsehen gezeigt.

## Rezeption
Das Lexikon des internationalen Films schreibt: „Stummfilm über das Leben von Königin Luise von Preußen (1776-1810). Er entstand mit ausdrücklicher Billigung des Kaiserhauses, das Requisiten für die Drehaufnahmen zur Verfügung stellte, und ist von Ehrfurcht und Hochachtung geprägt.“